# 巴思谢巴

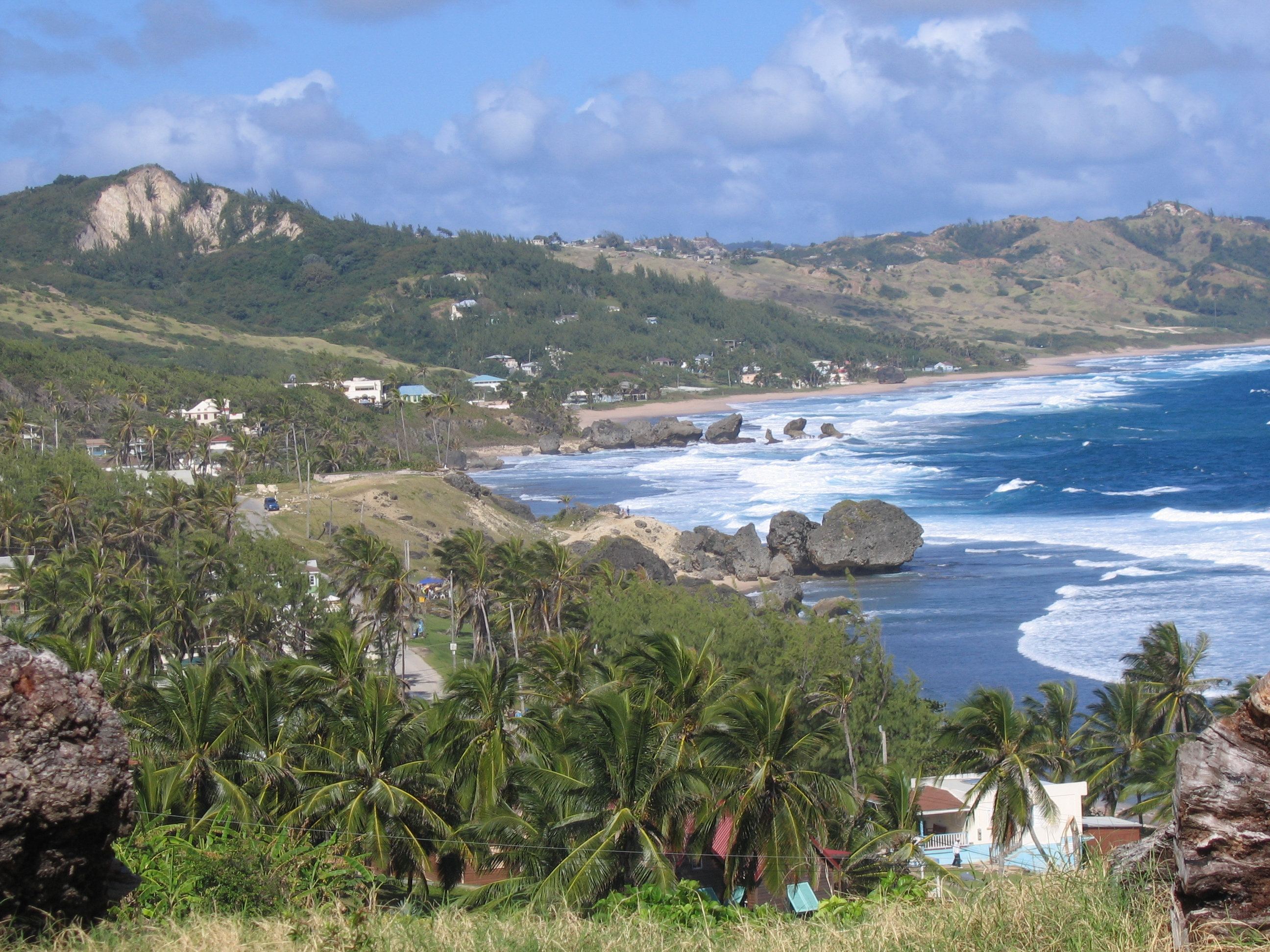
巴思谢巴

巴思谢巴（Bathsheba）是加勒比海岛国巴巴多斯东海岸的一座城镇，行政上由圣约瑟夫区（首府和最大城镇）管辖。海拔高度1米，2013年人口1,521人。该镇有数个古怪的教堂。